# Top Dog FC
Top Dog Fighting Championship (Top Dog FC, TDFC, Top Dog; рус. Топ Дог) — российская спортивная организация, базирующаяся в Москве и специализирующаяся на проведении боёв на голых кулаках. Создана по образу и подобию британской кулачной лиги Spartan BKF Fight Club, а также на вдохновении от успеха профессиональной международной кулачной лиги BKFC. 27 декабря 2019 года провела свой дебютный турнир на голых кулаках (официальный анонс которого состоялся 6 января 2020 года вместе с открытием канала на YouTube), став, таким образом, первой в России спортивной лигой, проводящей поединки на голых кулаках.

## История

### Ранние турниры
Организация Top Dog была создана в 2019 году спортсменом Данилом Алеевым, который, будучи регбистом, впоследствии начал любительскую карьеру в смешанных боевых единоборствах, став самым рейтинговым бойцом в истории организации Strelka, а также обладателем чемпионского пояса турнира «Мясорубка 2». На создание собственной лиги кулачных боёв его вдохновили просмотры поединков международной  кулачной организации Bare Knuckle Fighting Championship (BKFC), а также британской подпольной лиги Spartan BKF Fight Club, от которой он перенял концепцию с сеном и общий стиль. Первый турнир Top Dog прошёл 27 декабря 2019 года на одной из подземных парковок Москва-сити, но его официальный анонс и презентация состоялись неделей позже, в январе 2020 года. Первый турнир возглавлял бой между Евгением «Моряком» Курдановым и чемпионом организации Strelka Зелимханом «Пулемётчиком» Дукаевым.
Перед четвёртым турниром была проведена впервые пресс-конференция, на которой было объявлено о лицензировании промоушена от Федерации дзюдо России. Top Dog стал легальным промоушеном. На четвёртом турнире организации был проведён первый в России кулачный бой среди женщин.
Прямая трансляция первых пяти турниров не велась, видео наиболее удачных поединков публиковались позже в профессиональном монтаже на официальном канале Top Dog на YouTube, аудитория которого превышает 1,7 миллиона подписчиков.

### Выход в прямые эфиры
Начиная с шестого турнира, организация стала вести прямые эфиры (первыми в России) основных боёв через стриминговый сервис Twitch, а к седьмому турниру также стала сотрудничать с сервисом Wink, продолжая публикацию избранных поединков на YouTube. На следующих турнирах Топ Дог стали сотрудничать и с заграничными сервисами вещания, такими как Megogo и Qsport.
После 8-го турнира впервые был представлен рейтинг бойцов одной из весовых категорий. Первым дивизионом с публичными рейтингами стал ростер полулёгкого веса (до 64 кг).
С 9-го номерного турнира, организация Топ Дог, начала запускать продажу билетов на свои турниры.
10-й турнир был отменён по постановлению Роспотребнадзора в связи с ковидными ограничениями, и по этому перенесённый десятый турнир состоялся в закрытом режиме без свободной продажи билетов. К данному турниру были нововведения в виде новой дисциплины кикбоксинга с голыми кулаками (Top Dog RAGE). Также в данном турнире впервые в России состоялись кроссплатформенные бои совместных лиг Top Dog FC с украинской лигой Mahatch FC. Впервые трансляция была показана не только стриминговыми платформами, а также и эфирным федеральным телевидением — 4 главных боя были показаны телеканалом РЕН ТВ.
В июне 2021 года был открыт Top Dog Club — зал с фитнессом и единоборствами, просуществовавший более двух лет.
20 ноября 2021 года должен был состоятся первый заграничный турнир организации Top Dog. Локацией был выбран город Нур-Султан (ныне Астана), в Казахстане, а ареной — Jekpe-Jek. Позже мероприятие перенесли на 27 ноября в другой казахстанский город — Алма-Ата. 21 ноября было объявлено что турнир отменяется, в связи с неурегулированием организации с местными органами управления и препятствиями связанных с ковидными ограничениями.

### Признание и официальный статус
23 ноября 2021 года Федерацией бокса России была проведена пресс-конференция, на которой было объявлено о признании кулачных боёв спортивной дисциплиной, и с 1 декабря 2021 года соревнования по кулачным боям будут проводиться под эгидой Федерации бокса России.
26 ноября состоялся закрытый оффлайн турнир — Top Dog Prospect. Бойцы бились в перчатках, ринг такой же круглой формы, но уже без сена. Бойцы, хорошо проявившие себя в ринге попадали в основной ростер бойцов Топ Дог. Результаты турниров Prospect не шли в статистику результатов боёв на голых кулаках.
В начале 2022 года Top Dog FC заключили длительное соглашение с новосозданным телеканалом UDAR, и все последующие турниры, включая турниры Top Dog: Prospect, вещались по эфирному телевидению на данном телеканале.
5 февраля 2022 года состоялся первый выездной турнир лиги Топ Дог. Мероприятие TDFC 12 состоялось в Казани (Татарстан) на Арене Ак Барс с вместимостью более 2 тыс. зрителей. На данном турнире прошло три чемпионских боя.
В марте 2022 года Михаил Герасимов, совладелец проекта Top Dog Rage в формате кикбоксинга на голых кулаках, перезапустил его в виде самостоятельной и отдельной организации Rage (Rage Arena, Rage FC), более не имеющей официального отношения к бренду Top Dog.
16 декабря 2022 года состоялся 18-й номерной турнир лиги, в главном событии которого выступил основатель промоушена — Данил «Регбист» Алеев. Соперником стал известный боец и блогер — Артём Тарасов. В близком поединке была присуждена победа Алееву, но после подачи апелляции поединок был признан несостоявшимся.
В 2023 году начала проводить свои турниры по голым кулакам новосозданная лига из Екатеринбурга — RCC Hard. Некоторые бойцы Топ Дог принимали участие в турнирах данной лиги, и рекорд за бои в RCC шёл также в общий зачёт голых кулаков, которые отображались и засчитывались в статистике лиги Топ Дог. Также в большинстве турниров Top Dog FC стали принимать участие бойцы других кулачных организаций и других единоборств. Принципиальная политика лиги предыдущих лет, исключавшая возможность предоставления бойцам других организаций, проводить свои бои на площадке Топ Дог, смягчилась. Организация Топ Дог стала чаще идти на компромиссы бойцам. Также многим бойцам разрешалось проводить свои бои и в других промоушенах (по боксу и в смешанных единоборствах).
Несколько номерных турниров в 2023 году транслировались в России на федеральном телеканале Че!
29 июля 2023 года 22 номерной турнир Топ Дог прошёл в городе Казань на крупнейшей до этого времени арене в истории организации — ледовый дворец Татнефть Арена.
В конце августа был закрыт зал Top Dog Club, который просуществовал более двух лет, но оказался нерентабельным. 27 августа 2023 года состоялся последний турнир формата Проспект (Top Dog: Prospect 13), который прошёл в данном зале.
14 октября 2023 года состоялся турнир TopDog: Prospect 14. Данный турнир стал первым из турниров формата Prospect, который прошёл не в зале Топ Дог, а на новой локации — клуб Империя (город Дмитров, Московская область).

### Выход на международный рынок
В декабре 2023 года, перед турниром Top Dog 26, организация Топ Дог запустила собственную систему платных трансляций (PPV) для зарубежных стран, по цене 9,99 $.
К 2024 году Топ Дог стали чаще проводить выездные турниры на крупных аренах России. Значительно вырос уровень турниров формата Проспект. Вместимость арен на номерных турнирах стала достигать 5-6 тысяч зрителей.
В конце 2024 года состоялся громкий турнир Top Dog 33, где после финального боя главный рефери лиги Денис Сиденко ударил бойца Игоря Ионова, который только завершил поединок. Сиденко был дисквалифицирован от судейства на 2 года, из-за чего он со всей судейской командой покинул организацию Топ Дог. С 2025 года судейство осуществлялось иными судьями, предоставленными Федерацией Бокса России.
10 мая 2025 года в Санкт-Петербурге состоялся крупный турнир Топ Дог 36, на котором присутствовало около 7 тыс. зрителей.
В начале июня 2025 года Top Dog FC выпустили официальное объявление что для того чтобы претендовать на чемпионский бой, боец должен иметь серию из 5 побед подряд, и даже это не будет гарантировать ему чемпионский бой, а решение будет принимать матчмейкинг. А если боец уже дрался за титул и проиграл, то повторный шанс он сможет заполучить только после серии из трёх побед подряд. Бойцами и фанатами данное решение было принято неоднозначно.
5 июля 2025 года на крупном турнире TDFC 37, Основатель лиги — Данил «Регбист» Алеев провёл кулачный бой с известным дэткор-музыкантом Александром «Alex The Terrible» Шиколаем. На турнире присутствовал глава глава IBA, Умар Кремлёв, который презентовал о сотрудничестве с кулачными лигами и предоставлении международной площадки — IBA Bare Knuckle для поединков за мировое первенство в кулачном боксе.

## Правила боя
Правила боя Top Dog аналогичны правилам американской лиги кулачных боёв Bare Knuckle Fighting Championship, но отличаются по количеству раундов:
- Бой проходит без перчаток
- Допускаются удары из клинча (включая удары плечом)
- 3 раунда по 2 минуты (в чемпионском бою 5 раундов по 2 минуты)
- После нокдауна у бойца есть время подняться, до отсчёта «до 10», которое зачастую длится более 10 секунд
- Никакой борьбы в партере, ударов ногами и локтями
- Запрещены удары подразумевающие вращения (бэкфист)
- Разрешены удары открытой ладонью
- Ничья возможна[20]

После 23 ноября 2021 года, в следствии легализации кулачного спорта, данные правила ведения боя были стандартизированы для всех кулачных лиг России, включая Hardcore FC, правила которых ранее, разрешали бэкфист, и запрещали удары открытой ладонью и плечём.

## Особенности организации
Бои проходят на ринге круглой формы, диаметром 5 метров. Ограждение ринга выполнено из блоков сена. (Ринг Top Dog: Prospect выполнен не из сена, а из ППЭ-матов). Бойцы выступают в спортивных штанах или джинсах, а не в шортах, как в боксе или смешанных единоборствах. Бои проводятся на голых кулаках.
Также исключительной особенностью организации является то, что чемпион получает не привычные кубок или пояс, а большой перстень, надеваемый на два пальца.

## Весовые категории
Начиная с 4-го турнира, Top Dog внедрила весовые категории. С 4 по 10 турнир было 6 весовых категорий, а с 11 турнира — 7 весовых категорий (добавлена легчайшая весовая категория:
- Легчайшая — до 59 кг (внедрена с декабря 2021 года);
- Полулёгкая — до 64 кг;
- Лёгкая — до 70 кг;
- Полусредняя — до 77 кг;
- Средняя — до 85 кг;
- Полутяжёлая — до 94 кг;
- Тяжёлая — свыше 94 кг (В 2025 году заявлена как промежуточная весовая категория для бойцов полутяжёлого веса и руководством лиги данная весовая категория не рассматривается как полноценная, без перспективы разыгрывания в ней чемпионского перстня в обозримом будущем)

Весовые категории на турнирах Top Dog: Prospect — не стандартизированы, а договорные.
Взвешивание бойцов производится за день до турнира, как правило за 36 часов до ивента, и не позднее чем за 24 часа до начала боёв. Точное время начала взвешивания устанавливается промоутером совместно с главным судьёй. Допустимым признаётся отклонение от весовой категории в пределах 300 грамм, что стало правилом, и фактически лимит всех весовых категорий варьируется этим отклонением (59,3 кг, 64,3 кг, 70,3 кг, и т. д.) Отклонение свыше указанного предела считается не соответствием заявленной весовой категории. Если боец не делает вес, или отказывается, то платит 30 % из своего общего гонорара за бой — сопернику. Иные штрафные санкции (минус один балл до выхода в ринг) не применялись.

## Турниры
| Предстоящий турнир | Турнир на голых кулаках | Турнир по боям в перчатках | Отменённый турнир |

| 2025 год — 10 событий (5 турниров по боксу на кулаках и 5 турниров по боксу в перчатках) |                  |                                                |                                         |                      |
| 67                                                                                       | 20 сентября 2025 | Уфа-Арена, Уфа, Башкортостан, Россия           | TDFC 39 (Мастак vs. Шиша)               | UDAR, Top Dog TV     |
| 66                                                                                       | 30 августа 2025  | БКЗ «Крылья Советов», Москва, Россия           | Prospect 28 (Гатти vs. Ушу-мастер)      | UDAR, Top Dog TV     |
| 65                                                                                       | 9 августа 2025   | Татнефть Арена, Казань, Татарстан, Россия      | TDFC 38 (Коуч vs. Нурмагомедов)         | UDAR, Top Dog TV     |
| 64                                                                                       | 19 июля 2025     | ЦУС «Под мостом», Рязань, Россия               | Prospect 27 (Панчер vs. Воробей)        | UDAR, Top Dog TV     |
| 63                                                                                       | 5 июля 2025      | ЦСКА Арена, Москва, Россия                     | TDFC 37 (Регбист vs. Alex Terrible)     | UDAR, Top Dog TV     |
| 62                                                                                       | 7 июня 2025      | Lovely Loft, Москва, Россия                    | Prospect 26 (Панчер vs. Людоед)         | UDAR, Top Dog TV     |
| 61                                                                                       | 10 мая 2025      | Ледовый дворец, Санкт-Петербург, Россия        | TDFC 36 (Ганнибал vs. Погодин)          | UDAR, Top Dog TV     |
| 60                                                                                       | 12 апреля 2025   | ЛДС Лада-Арена, Тольятти, Россия               | TDFC 35 (Валера vs. Тольятти)           | UDAR, Top Dog TV     |
| 59                                                                                       | 28 марта 2025    | Концертный зал Premio, Нижний Новгород, Россия | Prospect 25 (Панчер vs. Мамука)         | UDAR, Top Dog TV     |
| 58                                                                                       | 7 марта 2025     | Концертный зал «Цех», Владимир, Россия         | Prospect 24 (Беркут vs. Шрам)           | UDAR, Top Dog TV     |
| 57                                                                                       | 23 февраля 2025  | УДС Молот, Пермь, Россия                       | TDFC 34 (Ebosher vs. Спивак 2)          | UDAR, Top Dog TV     |
| 56                                                                                       | 18 января 2025   | Клуб «Империя», Дмитров, Россия                | Prospect 23 (Ebosher vs. Нухов)         | UDAR, Top Dog TV     |
| 2024 год — 14 событий (7 турниров по боксу на кулаках и 7 турниров по боксу в перчатках) |                  |                                                |                                         |                      |
| 55                                                                                       | 21 декабря 2024  | ЦСКА Арена, Москва, Россия                     | TDFC 33 (Фомич vs. Имеля 2)             | UDAR, Top Dog TV     |
| 54                                                                                       | 30 ноября 2024   | Concert hall, Тула, Россия                     | Prospect 22 (Спецназ vs. Элларян)       | UDAR, Top Dog TV     |
| 53                                                                                       | 16 ноября 2024   | Ледовый дворец «Кристалл», Саратов, Россия     | TDFC 32 (Самурай vs. Черная Кобра)      | UDAR, Top Dog TV     |
| 52                                                                                       | 19 октября 2024  | ТРЦ «Пушкино Парк», Пушкино, Россия            | Prospect 21 (Джавахсский vs. Соболев)   | UDAR, Top Dog TV     |
| 51                                                                                       | 27 сентября 2024 | G-Drive Арена, Омск, Россия                    | TDFC 31 (Питбуль vs. Ганнибал)          | UDAR, Top Dog TV     |
| 50                                                                                       | 30 августа 2024  | Lovely Loft, Москва, Россия                    | Prospect 20 (Богатырь vs. Психолог)     | UDAR, Top Dog TV     |
| 49                                                                                       | 3 августа 2024   | Lovely Loft, Москва, Россия                    | Prospect 19 (Барс vs. Рубака)           | UDAR, Top Dog TV     |
| 48                                                                                       | 20 июля 2024     | Уфа-Арена, Уфа, Башкортостан, Россия           | TDFC 30 (Фомич vs. Халидов)             | UDAR, Top Dog TV     |
| 47                                                                                       | 7 июня 2024      | Гринн центр, Орёл, Россия                      | Prospect 18 (Молодой vs. Конунг)        | UDAR, Top Dog TV     |
| 46                                                                                       | 31 мая 2024      | Ледовый дворец, Санкт-Петербург, Россия        | TDFC 29 (Калажоков vs. Мещеркин)        | UDAR, Top Dog TV     |
| 45                                                                                       | 13 апреля 2024   | Татнефть Арена, Казань, Татарстан, Россия      | TDFC 28 (Имеля vs. Ханов)               | UDAR, Top Dog TV     |
| 44                                                                                       | 2 марта 2024     | Concert hall, Тула, Россия                     | Prospect 17 (Погодин vs. Заботин 2)     | UDAR, Top Dog TV     |
| 43                                                                                       | 18 февраля 2024  | Vegas City Hall, Красногорск, Москва, Россия   | TDFC 27 (Калажоков vs. Мастак)          | UDAR, Top Dog TV     |
| 42                                                                                       | 27 января 2024   | Deep Club, Рязань, Россия                      | Prospect 16 (Чибис vs. Psycho)          | UDAR, Top Dog TV     |
| 2023 год — 16 событий (8 турниров по боксу на кулаках и 8 турниров по боксу в перчатках) |                  |                                                |                                         |                      |
| 41                                                                                       | 23 декабря 2023  | БКЗ «Крылья Советов», Москва, Россия           | TDFC 26 (Кратос vs. Доктор 2)           | UDAR, Top Dog TV     |
| 40                                                                                       | 10 декабря 2023  | Клуб «Заруба», Подольск, Россия                | Prospect 15 (Отморозок vs. Зулмхо)      | UDAR                 |
| 39                                                                                       | 18 ноября 2023   | Уфа-Арена, Уфа, Башкортостан, Россия           | TDFC 25 (Самурай vs. Bavarian Sniper 2) | UDAR                 |
| 38                                                                                       | 23 октября 2023  | Vegas City Hall, Красногорск, Москва, Россия   | TDFC 24 (Имеля vs. Гарри)               | UDAR, Че!            |
| 37                                                                                       | 14 октября 2023  | Клуб Империя, Дмитров, Россия                  | Prospect 14 (Астероид vs. Айболит)      | UDAR                 |
| 36                                                                                       | 22 сентября 2023 | Red Arena, Сочи, Краснодарский край, Россия    | TDFC 23 (Фомич vs. Джанго)              | UDAR                 |
| 35                                                                                       | 27 августа 2023  | Зал Top Dog Club, Москва, Россия               | Prospect 13 (Зохан vs. Камнедробитель)  | UDAR                 |
| 34                                                                                       | 29 июля 2023     | Татнефть Арена, Казань, Татарстан, Россия      | TDFC 22 (Чибис vs. Тандовский)          | UDAR, Че!            |
| 33                                                                                       | 8 июля 2023      | Зал Top Dog Club, Москва, Россия               | Prospect 12 (IZ vs. Таллархо)           | UDAR                 |
| 32                                                                                       | 23 июня 2023     | Vegas City Hall, Красногорск, Москва, Россия   | TDFC 21 (Самурай vs. Bavarian Sniper)   | UDAR, Че!            |
| 31                                                                                       | 27 мая 2023      | Зал Top Dog Club, Москва, Россия               | Prospect 11 (Красавчик vs. Близнец)     | UDAR                 |
| 30                                                                                       | 7 мая 2023       | Vegas City Hall, Красногорск, Москва, Россия   | TDFC 20 (Погодин vs. Палач)             | UDAR                 |
| 29                                                                                       | 15 апреля 2023   | Зал Top Dog Club, Москва, Россия               | Prospect 10 (Багратунян vs. Спортик)    | UDAR                 |
| 28                                                                                       | 11 марта 2023    | Зал Top Dog Club, Москва, Россия               | Prospect 9 (Валера vs. Близнец)         | UDAR                 |
| 27                                                                                       | 17 февраля 2023  | Vegas City Hall, Красногорск, Москва, Россия   | TDFC 19 (Ханов vs. Фомич)               | UDAR                 |
| 26                                                                                       | 14 января 2023   | Зал Top Dog Club, Москва, Россия               | Prospect 8 (Барс vs. Штофаст)           | UDAR                 |
| 2022 год — 13 событий (7 турниров по боксу на кулаках и 6 турниров по боксу в перчатках) |                  |                                                |                                         |                      |
| 25                                                                                       | 16 декабря 2022  | Vegas City Hall, Красногорск, Москва, Россия   | TDFC 18 (Регбист vs. Тарасов)           | UDAR                 |
| 24                                                                                       | 5 ноября 2022    | Vegas City Hall, Красногорск, Москва, Россия   | TDFC 17 (Шиша vs. Тандовский 2)         | UDAR                 |
| 23                                                                                       | 15 октября 2022  | Зал Top Dog Club, Москва, Россия               | Prospect 7 (Алый зверь vs. Гаврилов)    | UDAR                 |
| 22                                                                                       | 24 сентября 2022 | Red Arena, Сочи, Краснодарский край, Россия    | TDFC 16 (Погодин vs. Адос)              | UDAR                 |
| 21                                                                                       | 27 августа 2022  | Зал Top Dog Club, Москва, Россия               | Prospect 6 (Алый зверь vs. Отморозок)   | UDAR                 |
| 20                                                                                       | 16 июля 2022     | Vegas City Hall, Красногорск, Москва, Россия   | TDFC 15 (Туйнов vs. Шелест)             | UDAR                 |
| 19                                                                                       | 18 июня 2022     | Зал Top Dog Club, Москва, Россия               | Prospect 5 (Ebosher vs. Цитцер)         | UDAR                 |
| 18                                                                                       | 27 мая 2022      | Динамо (волейбольная арена), Москва, Россия    | TDFC 14 (Самурай vs. Кратос)            | UDAR                 |
| 17                                                                                       | 14 мая 2022      | Зал Top Dog Club, Москва, Россия               | Prospect 4 (Немой vs. Большой)          | UDAR                 |
| 16                                                                                       | 16 апреля 2022   | Зал Top Dog Club, Москва, Россия               | Prospect 3 (ТТ vs. Крест)               | UDAR                 |
| 15                                                                                       | 1 апреля 2022    | БКЗ «Крылья Советов», Москва, Россия           | TDFC 13 (Ханов vs. IZ 2)                | UDAR                 |
| 14                                                                                       | 5 марта 2022     | Зал Top Dog Club, Москва, Россия               | Prospect 2 (Пятница vs. Нохчо)          | UDAR                 |
| 13                                                                                       | 5 февраля 2022   | Ак Барс, Казань, Татарстан, Россия             | TDFC 12 (Шеф-повар vs. Охотник)         | UDAR, MEGOGO         |
| 2021 год — 6 событий (5 турниров по боксу на кулаках и 1 турнир по боксу в перчатках)    |                  |                                                |                                         |                      |
| 12                                                                                       | 17 декабря 2021  | БКЗ «Крылья Советов», Москва, Россия           | TDFC 11 (ВДВ vs. Самурай)               | Wink, MEGOGO         |
| 11                                                                                       | 26 ноября 2021   | Зал Top Dog Club, Москва, Россия               | Prospect (Орёл vs. Севостьянов)         | Не транслировался    |
| —                                                                                        | 20 ноября 2021   | Jekpe-Jek, Нур-Султан → Алма-Ата, Казахстан    | TDFC 11 (Хачатрян vs. Жумагулов)        | Wink, MEGOGO         |
| 10                                                                                       | 24 сентября 2021 | БКЗ «Крылья Советов», Москва, Россия           | TDFC X (Kofi King vs. Рыжий Тарзан)     | РЕН ТВ, Wink, MEGOGO |
| —                                                                                        | 20 августа 2021  | БКЗ «Крылья Советов», Москва, Россия           | TDFC 10 (Астероид vs. Самурай)          | Wink, MEGOGO         |
| 9                                                                                        | 25 июня 2021     | БКЗ «Крылья Советов», Москва, Россия           | TDFC 9 (Беспощадный vs. Мельник)        | Wink, MEGOGO         |
| 8                                                                                        | 16 апреля 2021   | БКЗ «Крылья Советов», Москва, Россия           | TDFC 8 (Анубис vs. Золотой)             | Wink, MEGOGO, Twitch |
| 7                                                                                        | 11 февраля 2021  | БКЗ «Крылья Советов», Москва, Россия           | TDFC 7 (Шеф-повар vs. Золотой)          | Twitch и Wink        |
| 2020 год — 5 турниров по боксу на кулаках                                                |                  |                                                |                                         |                      |
| 6                                                                                        | 16 декабря 2020  | БКЗ «Крылья Советов», Москва, Россия           | TDFC 6 (Сивый vs. Панда)                | Twitch               |
| 5                                                                                        | 19 октября 2020  | Rockfeller's Hall, Москва, Россия              | TDFC 5 (Автомат vs. Шульский)           | Не транслировался    |
| 4                                                                                        | 29 июля 2020     | Клуб Gazgolder, Москва, Россия                 | TDFC 4 (Чоршанбе vs. Сивый)             | Не транслировался    |
| 3                                                                                        | 12 мая 2020      | Lovely Loft, Москва, Россия                    | TDFC 3 (Автомат vs. Калаш)              | Не транслировался    |
| 2                                                                                        | 18 февраля 2020  | Lovely Loft, Москва, Россия                    | TDFC 2 (Автомат vs. Таец)               | Не транслировался    |
| 2019 год — 1 турнир по боксу на кулаках                                                  |                  |                                                |                                         |                      |
| 1                                                                                        | 27 декабря 2019  | Подземная парковка Москва-Сити, Москва, Россия | TDFC 1 (Пулемётчик vs. Моряк)           | Не транслировался    |

- Список турниров Top Dog FC 2019—2021 годов
- Список турниров Top Dog FC в 2022 году
- Список турниров Top Dog FC в 2023 году
- Список турниров Top Dog FC в 2024 году
- Список турниров Top Dog FC в 2025 году

### Статистика турниров по годам
| Год                                  | 2019 | 2020 | 2021 | 2022 | 2023 | 2024 | 2025 * | Всего |
| ------------------------------------ | ---- | ---- | ---- | ---- | ---- | ---- | ------ | ----- |
| Количество турниров всего            | 1    | 5    | 6    | 13   | 16   | 14   | 10     | 65    |
| Количество турниров на голых кулаках | 1    | 5    | 5    | 7    | 8    | 7    | 5      | 38    |
| Количество турниров в перчатках      |      |      | 1    | 6    | 8    | 7    | 5      | 27    |
| Количество поединков на кулаках      | 6    | 71   | 81*  | 92   | 88   | 83   | 58     | 479   |
| (из них титульных)                   |      |      | (4)  | (9*) | (5)  | (8)  | (4)    | (30)  |
| Количество поединков в перчатках     |      |      | 8    | 57   | 68   | 56   | 42     | 231   |

- В 2021 году, на турнире Top Dog X, прошло 5 поединков по правилам кикбоксинга на голых кулаках, но они пошли в статистику бойцам на голые кулаки для внутренней статистики организации Топ Дог. Следовательно именно по правилам голых кулаков в 2021 году было не 81 поединков, а 76.
- В 2022 году организация Топ Дог провела 9 титульных поединков (8 за чемпионский перстень и 1 за звание временного чемпиона организации).

2025 * — текущий год, данные постоянно обновляются

## Список чемпионов

### Действующие чемпионы
| Дивизион                   | Чемпион            | Дата завоевания титула          | Защит | Дней | Следующая защита  |
| -------------------------- | ------------------ | ------------------------------- | ----- | ---- | ----------------- |
| Полутяжёлый вес (до 94 кг) | Олег Фомичёв       | 17 февраля 2023 года (TDFC 19)  | 1     | 913  |                   |
| Средний вес (до 85 кг)     | Магомед Магомедов  | 16 ноября 2024 года (TDFC 32)   | 0     | 275  | Владислав Ковалёв |
| Полусредний вес (до 77 кг) | Наби Гаджиев       | 27 сентября 2024 года (TDFC 31) | 1     | 325  |                   |
| Лёгкий вес (до 70 кг)      | Кантемир Калажоков | 16 декабря 2022 года (TDFC 18)  | 3     | 976  |                   |
| Полулёгкий вес (до 64 кг)  | Шахобиддин Егамов  | 21 декабря 2024 года (TDFC 33)  | 1     | 240  |                   |
| Легчайший вес (до 59 кг)   | Дмитрий Спивак     | 5 июля 2025 года (TDFC 37)      | 0     | 44   |                   |

### Список всех чемпионов
| Полутяжёлая весовая категория (до 94 кг) |      |                                                                               |                                                                             | |      |
| № | Фото | Имя                                                                           | Дата и событие                                                              | Защиты | Дней |
| 1 |      | Марсель Ханов (поб. Сергея Макарова)                                          | 5 ноября 2022 года TDFC 17 (Vegas City Hall, Красногорск, Москва, Россия)   | | 104  |
| 2 |      | Олег «Фомич» Фомичёв (поб. Марселя Ханова)                                    | 17 февраля 2023 года TDFC 19 (Vegas City Hall, Красногорск, Москва, Россия) | - победил Игоря «Имелю» Ионова, но позже бой признан несостоявшимся (21 декабря 2024, TDFC 33) 1. поб. Игоря «Имелю» Ионова (5 июля 2025 года, TDFC 37) | 913+ |
| Средняя весовая категория (до 85 кг) |      |                                                                               |                                                                             | |      |
| № | Фото | Имя                                                                           | Дата и событие                                                              | Защиты | Дней |
| 1 |      | Максим «ВДВ» Фёдоров (поб. Дениса «Урагана» Дулу)                             | 25 июня 2021 года TDFC 9 (БКЗ «Крылья Советов», Москва, Россия)             | | 175  |
| 2 |      | Наим «Самурай» Давудов (поб. Максима «ВДВ» Фёдорова)                          | 17 декабря 2021 года TDFC 11 (БКЗ «Крылья Советов», Москва, Россия)         | 1. поб. Сергея «Кратоса» Калинина (27 мая 2022, TDFC 14) - проиграл нетитульный бой Сержу «Bavarian Sniper» Михелю (23 июня 2023, TDFC 21) 2. поб. Сержа «Bavarian Sniper» Михеля (18 ноября 2023, TDFC 25) 3. поб. Тимура «Доктора» Акаимова (20 июля 2024, TDFC 30) | 1065 |
| 3 |      | Магомед «Черная кобра» Магомедов (поб. Наима «Самурая» Давудова)              | 16 ноября 2024 года TDFC 32 (ледовый дворец «Кристалл», Саратов, Россия)    | | 275+ |
| Полусредняя весовая категория (до 77 кг) |      |                                                                               |                                                                             | |      |
| № | Фото | Имя                                                                           | Дата и событие                                                              | Защиты | Дней |
| 1 |      | Денис Погодин (поб. Валерия «Валеру» Заботина)                                | 5 февраля 2022 года TDFC 12 (Ак Барс, Казань, Татарстан, Россия)            | 1. поб. Адилжана «Адоса» Сандибекова (23 сентября 2022, TDFC 16) 2. поб. Ису «Палача» Бегаева (7 мая 2023, TDFC 20) | 457  |
| После победы над Бегаевым, Погодин объявил о завершении карьеры в кулачном спорте                                                                   |      |                                                                               |                                                                             | |      |
| 2 |      | Наби «Ганнибал» Гаджиев (поб. Александра «Питбуля» Татарского)                | 27 сентября 2024 года TDFC 31 («G-Drive» Арена, Омск, Россия)               | 1. поб. Дениса Погодина (10 мая 2025, TDFC 36) | 325+ |
| Лёгкая весовая категория (до 70 кг) |      |                                                                               |                                                                             | |      |
| № | Фото | Имя                                                                           | Дата и событие                                                              | Защиты | Дней |
| 1 |      | Мустафа «Беспощадный» Шарифов (поб. Алексея «Мельника» Мельникова)            | 25 июня 2021 года TDFC 9 (БКЗ «Крылья Советов», Россия, Москва)             | 1. поб. Николая «Чибиса» Чибисова (5 февраля 2022, TDFC 12) | 502  |
| Шарифов покинул лигу Top Dog FC 8 ноября 2022 года, оставил перстень вакантным и перешёл в кулачную организацию Hardcore FC                         |      |                                                                               |                                                                             | |      |
| В1 |      | Иса «Тандовский» Исаев (поб. Евгения «Шишу» Шишкова в бою за временный титул) | 5 ноября 2022 года TDFC 17 (Vegas City Hall, Красногорск, Москва, Россия)   | | 41   |
| 2 |      | Кантемир Калажоков (поб. Ису «Тандовского» Исаева)                            | 16 декабря 2022 года TDFC 18 (Vegas City Hall, Красногорск, Москва, Россия) | 1. поб. Алексея «Мельника» Мельникова (7 мая 2023, TDFC 20) 2. поб. Ивана «Мастака» Нушкина (18 февраля 2024, TDFC 27) 3. поб. Евгения «Шишу» Шишкова (21 декабря 2024, TDFC 33)                                                                                      | 976+ |
| Полулёгкая весовая категория (до 64 кг) |      |                                                                               |                                                                             | |      |
| № | Фото | Имя                                                                           | Дата и событие                                                              | Защиты | Дней |
| 1 |      | Искандар «Шеф-повар» Зияев (поб. Тимура «Золотого» Мусаева)                   | 11 февраля 2021 года TDFC 7 (БКЗ «Крылья Советов», Москва, Россия)          | | 359  |
| 2 |      | Анис «Охотник» Чилаев (поб. Искандара «Шеф-повара» Зияева)                    | 5 февраля 2022 года TDFC 12 (Ак Барс, Казань, Татарстан, Россия)            | | 325  |
| Чилаев в конце 2022 года взял перерыв в выступлениях на голых кулаках, сосредоточившись на профессиональном боксе, и освободил чемпионский перстень |      |                                                                               |                                                                             | |      |
| 3 |      | Шахобиддин «Узбексий левша» Егамов (поб. Александра «Гроссмейстера» Сидоренко | 21 декабря 2024 года TDFC 33 (ЦСКА Арена, Москва, Россия)                   | 1. поб. Николая Учителя Шевякова (5 июля 2025 года, TDFC 37) | 240+ |
| Легчайшая весовая категория (до 59 кг) |      |                                                                               |                                                                             | |      |
| № | Фото | Имя                                                                           | Дата и событие                                                              | Защиты | Дней |
| 1 |      | Чингис «Хан» Салбырын (поб. Шарифа «Басмача» Шарипова)                        | 16 декабря 2022 года TDFC 18 (Vegas City Hall, Красногорск, Москва, Россия) | 1. поб. Николая «Ebosher» Терехова (29 июля 2023, TDFC 22) 2. поб. Дмитрия Спивака (31 мая 2024, TDFC 29) | 932  |
| 2 |      | Дмитрий Спивак (поб. Чингис «Хана» Салбырына)                                 | 5 июля 2025 года TDFC 37 (ЦСКА Арена, Москва, Россия)                       | | 44+  |

## Бои Зала Славы Top Dog
В данном списке представлен перечень поединков которые были избраны руководством лиги в Зал Славы Top Dog как самые выдающиеся и значимые поединки организации:
| 1 | Гаджи «Автомат» Наврузов vs. Павел Шульский (TDFC 5, 19 октября 2020 года) — первый поединок Зала Славы |
| 2 | Николай «Чибис» Чибисов vs. Бовар «Гладиатор» Ханаков (TDFC 9, 24 сентября 2021 года) — впервые в истории обоим бойцам был выдан бонус по 100 000 рублей |
| 3 | Арут «Молодой» Хачатрян vs. Аянчы «Шаман» Байыр-Оол (TDFC 11, 17 декабря 2021 года) |
| 4 | Николай «Ebosher» Терехов vs. Аянчы «Шаман» Байыр-Оол (TDFC 19, 17 февраля 2023 года) — Байыр-Оол был снят с боя в конце третьего раунда в следствии множественных травм и рассечений на лице                                                                 |
| 5 | Шахобиддин «Узбекский Левша» Егамов vs. Данил «Гатти» Чижов (TDFC 28, 13 апреля 2024 года) — во время поединка Чижов выбил Егамову несколько зубов, и один из этих зубов был инкрустирован в перстень, который позже был разыгран в их реванше (на TDFC 29)   |
| 6 | Шахобиддин «Узбекский Левша» Егамов vs. Александр «Гроссмейстер» Сидоренко (TDFC 33, 21 декабря 2024 года) — со второго раунда 5-и раундового боя оба бойца травмировали по 1 руке, но несмотря на обоюдные переломы, продолжили поединок до финального гонга |

## Рекорды Top Dog
| Самый возрастной чемпион                                                                                                  | Наби «Ганнибал» Гаджиев                                 | 34 года, 6 месяцев | возраст на момент последнего выигранного чемпионского поединка                                                                                |
| Самый молодой чемпион | Наим «Самурай» Давудов                                  | 23 года, 2 месяца  | возраст на момент первого выигранного чемпионского поединка                                                                                   |
| Наибольшее число чемпионских поединков                                                                                    | Наим «Самурай» Давудов                                  | 5                  | 4 победы и 1 поражение |
| Наибольшее число побед в чемпионских поединках                                                                            | Наим «Самурай» Давудов и Кантемир Калажоков             | 4                  | по 4 победы в титульных боях |
| Самый длительный период в ранге чемпиона                                                                                  | Наим «Самурай» Давудов                                  | 1065 дней          | |
| Самый короткий период в ранге чемпиона                                                                                    | Марсель Ханов                                           | 104 дня            | (также в ранге временного чемпиона Иса «Тандовский» Исаев пробыл 41 день)                                                                     |
| Самая длительная победная серия                                                                                           | Кантемир Калажоков                                      | 12                 | действующая победная серия |
| Наибольшее число боёв в лиге на кулаках                                                                                   | Алексей «Мельник» Мельников                             | 20                 | рекорд в лиге TDFC: 12-7-1 |
| Самый быстрый нокаут | Давид «Пулемёт» Оганесян (Денис «Пакмен» Потёмкин)      | 0:22 (0:21)        | в бою над Валерием «Хитманом» Шевырёвым на турнире TDFC 36 (в бою над Ярославом Кярняняеном по правилам Top Dog Rage на турнире TDFC X)       |
| Наибольшее число нокдаунов за бой                                                                                         | Алексей «Мельник» Мельников и Николай «Ebosher» Терехов | по 6               | оба события прошли на турнире TDFC 17 |
| Турнир с наибольшим числом поединков                                                                                      | TDFC 4, TDFC 7 и TDFC X                                 | по 19              | на турнире TDFC X прошло 13 поединков по боксу на голых кулаках, 5 поединков по кикбоксингу на голых кулаках и 1 бой по боксу в ММА-перчатках |
| Турнир с наименьшим числом поединков                                                                                      | TDFC 1                                                  | 6                  | турнир прошёл в оффлайн режиме, 5 боёв были опубликованы позже на YouTube канале                                                              |
| Редкие и уникальные события:                                                                                              |                                                         |                    | |
| на турнире TDFC 16 в поединке между Андреем Етумяном и Дмитрием Савиным произошёл обоюдный нокдаун в конце первого раунда |                                                         |                    | |

## Награды года Top Dog
| НоминацияГод | Боец года          | Бой года                                  | Нокаут года         | Дебют года          | Противостояние года               | Трешток года |
| ------------ | ------------------ | ----------------------------------------- | ------------------- | ------------------- | --------------------------------- | ------------ |
| 2021         | Сергей Калинин     | Николай Чибисов vs. Бовар Ханаков         | Марсель Ханов       | Владислав Туйнов    | н/д                               | н/д          |
| 2022         | Кантемир Калажоков | Наим Давудов vs. Сергей Калинин           | Арут Хачатрян       | Евгений Шишков      | н/д                               | н/д          |
| 2023         | Олег Фомичёв       | Аянчи Байыр-Оол vs. Николай Терехов       | Александр Сидоренко | Александр Сидоренко | Наим Давудов vs. Серж Михель      | Игорь Ионов  |
| 2024         | Кантемир Калажоков | Шахобиддин Егамов vs. Александр Сидоренко | Наим Давудов        | Александр Шаповалов | Шахобиддин Егамов vs. Данил Чижов | н/д          |

## Рейтинги
- Актуальные рейтинги (опубликованные 11 июня 2025 года)[36].

| Легчайший вес (до 59 кг)   | Легчайший вес (до 59 кг)                    | Полулёгкий вес (до 64 кг) | Полулёгкий вес (до 64 кг)                          | Лёгкий вес (до 70 кг)      | Лёгкий вес (до 70 кг)                           |
| -------------------------- | ------------------------------------------- | ------------------------- | -------------------------------------------------- | -------------------------- | ----------------------------------------------- |
| Ч                          | Чингис «Хан» Салбырын (TD 6-0)(7-0)         | Ч                         | Шахобиддин «Узбекский Левша» Егамов (TD 4-0-1)     | Ч                          | Кантемир Калажоков (TD 12-0)(13-0)              |
|                            |                                             |                           |                                                    |                            |                                                 |
| 1                          | Дмитрий Спивак (TD 5-1-1)                   | 1                         | Николай «Учитель» Шевяков (TD 4-1)                 | 1                          | Иван «Мастак» Нушкин (TD 5-1)(8-1)              |
| 2                          | Николай «Ebosher» Терехов (TD 5-5-1)        | 2                         | Александр Сидоренко (TD 5-1)(5-2)                  | 2                          | Евгений «Шиша» Шишков (TD 5-2-1)(6-2-1)         |
| 3                          | Давид «Пулемёт» Оганесян (TD 4-3-1)         | 3                         | Григорий «Артист» Агаджанян (TD 3-1)               | 3                          | Алексей «Мельник» Мельников (TD 11-7-1)(12-7-1) |
| 4                          | Руслан «Ярый» Алияров (TD 3-2-1)            | 4                         | Максим «Балу» Бармин (TD 3-3)                      | 4                          | Николай «Чибис» Чибисов (TD 6-4-1)              |
| 5                          | Иван «F1» Абрамов (TD 4-3)(5-3)             | 5                         | Валерий «Орёл» Особов (TD 3-1)(4-1)                | 5                          | Мурад «Дедок» Арцулаев (TD 5-4)                 |
| 6                          | Никита Севостьянов (TD 2-1-1, 1NC)          | 6                         | Сурхай «Цезарь» Мансуров (TD 3-3)                  | 6                          | Андрей «Веном» Борисов (TD 5-5-1)               |
| 7                          | Хусрав «13-й район» Зоидов (TD 3-2-1)       | 7                         | Умар «Костолом» Муртазалиев (TD 4-3)               | 7                          | Юрий «Конунг» Бухаров (TD 4-2)(5-3)             |
| 8                          | Матвей «Южный» Тикиджиев (TD 2-4)(6-5)      | 8                         | Василий «Jambo» Капустин (TD 2-2)                  | 8                          | Азамат «Каскыр» Еспай (TD 3-2)                  |
| 9                          | Давид «Лобан» Лобанов (TD 3-3-1)            | 9                         | Зейнал «Psycho» Гасанов (TD 2-2)                   | 9                          | Александр Хальзов (TD 2-0)                      |
| 10                         | Иса Нухов (TD 1-0)                          | 10                        | Александр Суслов (TD 1-1)(1-2)                     | 10                         | Николай «Колин Варвар» Горбунов (TD 4-6-1)      |
|                            |                                             |                           |                                                    |                            |                                                 |
| Полусредний вес (до 77 кг) | Полусредний вес (до 77 кг)                  | Средний вес (до 85 кг)    | Средний вес (до 85 кг)                             | Полутяжёлый вес (до 94 кг) | Полутяжёлый вес (до 94 кг)                      |
| Ч                          | Наби «Ганнибал» Гаджиев (TDFC 8-3)(9-3)     | Ч                         | Магомед «Чёрная кобра» Магомедов (TD 6-0-1)(6-2-1) | Ч                          | Олег «Фомич» Фомичёв (TD 5-1, 1NC)(10-1, 1NC)   |
|                            |                                             |                           |                                                    |                            |                                                 |
| 1                          | Денис Погодин (TD 5-1)                      | 1                         | Наим «Самурай» Давудов (TD 8-2)(8-3)               | 1                          | Игорь «Имеля» Ионов (TD 5-1, 1NC)(6-1)          |
| 2                          | Александр «Питбуль» Татарский (TD 4-2)(7-3) | 2                         | Виталий «Antient» Старых (TD 4-1-1)                | 2                          | Марсель Ханов (TD 7-4)                          |
| 3                          | Музарин Мизаушев (TD 4-3)                   | 3                         | Тимур «Доктор» Акаимов (TD 6-4)                    | 3                          | Торнике «Мамука» Мамукашвили (TD 2-1-1)(2-2-1)  |
| 4                          | Павел «Берсерк» Шелест (TD 4-2-1)           | 4                         | Сергей «Коуч» Марченко (TD 3-2)                    | 4                          | Максим «ВДВ» Фёдоров (TD 7-4)(7-5)              |
| 5                          | Никита Никитин (TD 3-2)                     | 5                         | Яхья «Добряк» Нурмагомедов (TD 0-1)(7-1)           | 5                          | Сергей Макаров (TD 4-1)                         |
| 6                          | Валерий Заботин (TD 7-4-2)                  | 6                         | Сергей «Кратос» Калинин (TD 3-3)(4-3)              | 6                          | Александр Самсонов (TD 2-0)                     |
| 7                          | Даниил «Сборник» Гусев (TD 2-2)             | 7                         | Артак Саркисян (TD 2-3)                            | 7                          | Иван «Панчер» Майданчук (TD 2-3)                |
| 8                          | Борис «Жрец» Манаенков (TD 2-0)(4-2)        | 8                         | Александр «Драго» Шаповалов (TD 2-0)               | 8                          | Иван «Русский Богатырь» Матвеев (TD 3-2)        |
| 9                          | Павел «Близнец» Федотов (TD 1-1-1)          | 9                         | Серж «Баварский Снайпер» Михель (TDFC 1-3)(2-3)    | 9                          | Сергей «Лютобор» Морозов (TD 0-1-1)(1-2-1)      |
| 10                         | Рамазан «Headhunter» Курбанов (TD 1-1)(2-1) | 10                        | Максим «Мако» Савушкин (TD 2-1-2)                  | 10                         | Александр «Череп» Деревянко (TD 1-2)(3-4)       |